# سیر انار
خورش سیر انار یکی از انواع مختلف خورش‌های مازندرانی است که در طبخ آن از گوشت طیور، انار، سیر و پیاز استفاده می‌شود.